# Carla Mancini
Carla Mancini (* 21. April 1950 in Rom) ist eine italienische Schauspielerin.
Mancini schloss ihre Ausbildung am Centro Sperimentale di Cinematografia im Jahr 1969 ab. Wie einige ihrer  Kollegen wurde sie daraufhin bei zahllosen Filmen für Kleinstrollen, manchmal auch nur als Passantin oder als Teil einer Gruppenszene engagiert. Grund waren die gewerkschaftlichen Bestimmungen der italienischen Filmindustrie; deshalb wurden diese Schauspieler auch mit einem (C.S.C.) hinter ihrem Namen in Vor- oder Abspann erwähnt.
Mancini war die fleißigste unter ihnen; ihre Credits verzeichnen im Zeitraum von 1968 bis 1977 Rollen in 235 Filmen. In etlichen davon ist ihr Auftritt nicht zu identifizieren; einige davon zeigen sie jedoch auch in größeren Rollen, so z. B. die Italowestern Kopfgeld für einen Killer und Colorado – Zwei Halunken im Goldrausch. In den 1980er Jahren folgten vereinzelte Auftritte.

## Filmografie (Auswahl)
- 1970: Die Bestie (La belva)
- 1970: Das Geheimnis der schwarzen Handschuhe (L’uccello dalle piume di cristallo)
- 1971: Bratpfanne Kaliber 38 (…e alla fine lo chiamarono Jerusalem l'implacabile)
- 1971: Django – Unerbittlich bis zum Tod (Il mio nome è Mallory… “M” come morte)
- 1971: Dracula im Schloß des Schreckens (Nella stretta morsa del ragno)
- 1971: Die Rückkehr der stärksten Gladiatoren der Welt (Il ritorno del gladiatore più forte del mondo)
- 1971: Sein Name war Pot – aber sie nannten ihn Halleluja (Il suo nome er a Pot… ma… lo chiamavano Allegria)
- 1971: Zwei wilde Companeros (Viva la muerte… tua!)
- 1972: Al di là dell’odio…
- 1972: Allein gegen das Gesetz (Il vero e il falso)
- 1972: Un animale chiamato uomo
- 1972: Arriva Eldorado (Scansati… a Trinità arriva Eldorado)
- 1972: Ben und Charlie (Amico, stammi lontano almeno un palmo)
- 1972: Don Camillo e i giovani d’oggi
- 1972: Fünf Klumpen Gold (Tutti fratelli nel West… per parte di padre)
- 1972: Das Geheimnis der blutigen Lilie (Perché quelle strane gocce di sangue sul corpo di Jennifer?)
- 1972: Das Geheimnis der grünen Stecknadel (Cosa avete fatto a Solange?)
- 1972: Das Geheimnis des gelben Grabes (L'Etrusco uccide ancora)
- 1972: Ein Halleluja für Spirito Santo (Un oomo avvisato mezzo ammazzato… Parola di Spirito Santo)
- 1972: Ein Hosianna für zwei Halunken (Trinità e Sartana figli di…)
- 1972: 100 Fäuste und ein Vaterunser (Alleluja e Sartana, figli di… Dio)
- 1972: Kopfgeld für einen Killer (Un bounty killer a Trinità)
- 1972: Man nennt ihn Sacramento (Sei jellato amico… hai incontrato Sacramento)
- 1972: Oktober in Rimini (La prima notte di quiete)
- 1972: Pizza, Pater und Pistolen (Posate le pistole reverendo)
- 1972: Providenza! – Mausefalle für zwei schräge Vögel (La vita a volte è molto dura, vero Provvidenza?)
- 1972: Das Rätsel des silbernen Halbmonds (Sette orchidee macchiate di rosso)
- 1972: Sie verkaufen den Tod (Una ragione per vivere e una per morire)
- 1972: Tedeum – Jeder Hieb ein Prankenschlag (Tedeum)
- 1972: Was? (Che?)
- 1973: Auch Killer müssen sterben (La mano nera)
- 1973: Ci risiamo, vero Provvidenza?
- 1973: Der Clan der Killer (Un tipo con una faccia strana ti cerca per ucciderti)
- 1973: Colorado – Zwei Halunken im Goldrausch (Amico mio… frega tu… che frego io!)
- 1973: Fäuste – Bohnen und… Karate! (Storia di karatè, pugni e fagioli)
- 1973: Jack London: Wolfsblut (Zanna Bianca)
- 1973: Kennst Du das Land, wo blaue Bohnen blüh’n? (Lo chiamavano Tresette… giocava sempre col morto)
- 1973: Little Kid und seine kesse Bande (Kid il monello del West)
- 1973: Ludwig II. (Ludwig)
- 1973: Der Mann mit der Kugelpeitsche (Il mio nome è Shangai Joe)
- 1973: Mein Name ist Nobody (Il mio nome è Nessuno)
- 1973: La ragazza di Via Condotti
- 1973: Sie nannten ihn Plattfuß (Piedone lo sbirro)
- 1973: Tote Zeugen singen nicht (La polizia incrimina la legge assolve)
- 1973: Il tuo vizio è una stanza chiusa e solo io ne ho la chiave
- 1974: Allonsanfan (Allonsanfàn)
- 1974: Auch die Engel mögen’s heiß (Anche gli angeli tirano di destro)
- 1974: Castigata – Die Gezüchtigte (Flavia, la monaca musulmana)
- 1974: Der Duft der Frauen (Profumo di donna)
- 1974: Der Mann ohne Gedächtnis (L’uomo senza memoria)
- 1974: La pazienza ha un limite… noi no!
- 1974: Vier Fäuste schlagen wieder zu (Carambola)
- 1975: Stetson – Drei Halunken erster Klasse (Il Bianco il Giallo il Nero)